# Callistemon genofluvialis
Callistemon genofluvialis är en myrtenväxtart som beskrevs av Molyneux. Callistemon genofluvialis ingår i släktet lampborstar, och familjen myrtenväxter. Inga underarter finns listade i Catalogue of Life.